# Oostelijke witbefmanakin
De oostelijke witbefmanakin (Corapipo leucorrhoa) is een zangvogel uit de familie Pipridae (manakins).

## Verspreiding en leefgebied
Deze soort komt voor in noordelijk Colombia en noordwestelijk Venezuela.